# Maria Grazia Cucinotta
Maria Grazia Cucinotta (Messina, 27 de julho de 1968) é uma atriz e produtora italiana.

## Carreira
Cucinotta, que resolveu ser atriz depois de assistir a La Dolce Vita, de Federico Fellini, trabalha principalmente na Itália em filmes para a televisão e produções do cinema local. Internacionalmente, é mais conhecida por sua atuação nos filmes O Carteiro e o Poeta e como a bond girl Cigar Girl, em 007 - O Mundo Não É o Bastante, de 1999.
Nos Estados Unidos, ela participou de um episódio da série de televisão Sopranos e dublou uma personagem em um dos episódios de Os Simpsons'.'
Ex-modelo de 1,77 m, é casada desde 1995 e tem uma filha.

## Filmografia parcial
- Vacanze di Natale '90 (1990)
- Viaggio d'amore (1990)
- Alto rischio (1993)
- Cominciò tutto per caso (1993)

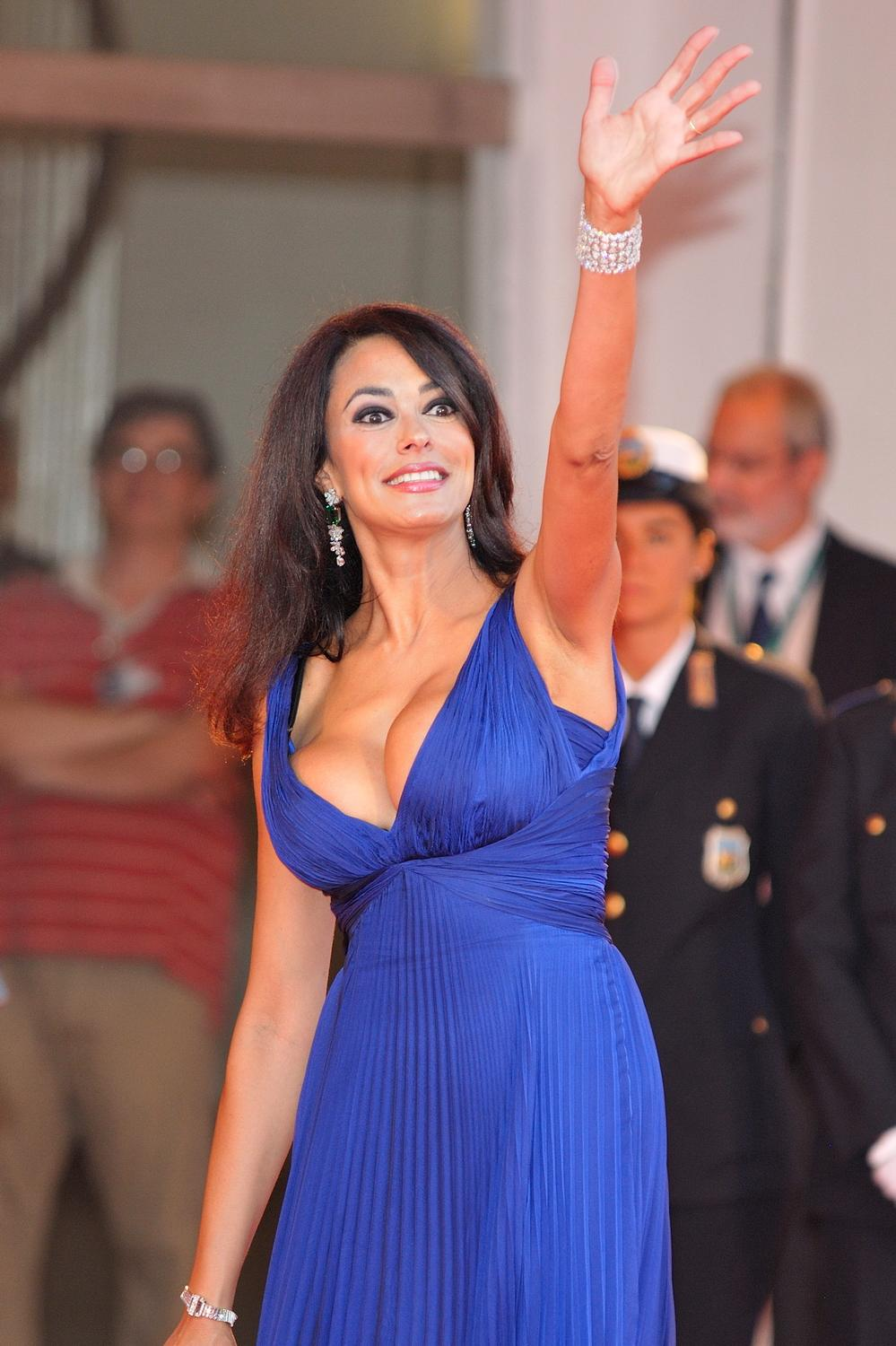
2009

- Abbronzatissimi 2 - un anno dopo (1993)
- Il Postino (1994)
- I Laureati (1995)
- El día de la Bestia (1995)
- Il Sindaco (1996)
- Italiani (1996)
- Il Decisionista (1997)
- A Brooklyn State of Mind (1997)
- Camere da letto (1997)
- Ballad of the Nightingale (1998)
- La Seconda moglie (1998)
- The World Is Not Enough (1999)
- Picking Up the Pieces (2000)
- Just One Night (2000)
- Maria Madalena (2000)
- Stregati dalla luna (2001)
- Strani accordi (2001)
- Vaniglia e cioccolato (2004)
- Mariti in affitto (2004)
- Miracolo a Palermo! (2005)
- All the Invisible Children (2005)
- Uranya (2006)
- Last Minute Marocco (2007)
- Sweet Sweet Marja (2007)
- Fly Light (2009)
- Flores negras (2009)
- L'imbroglio nel lenzuolo (2009)
- Death of the Virgin (2009)
- La bella società (2009)
- Un giorno della Vita (2010)
- The Museum of Wonders (2010)
- The Rite (2011)